# An Over-Incubated Baby
An Over-Incubated Baby er en britisk stumfilm fra 1901 af Walter R. Booth.